# Maurits van der Valk

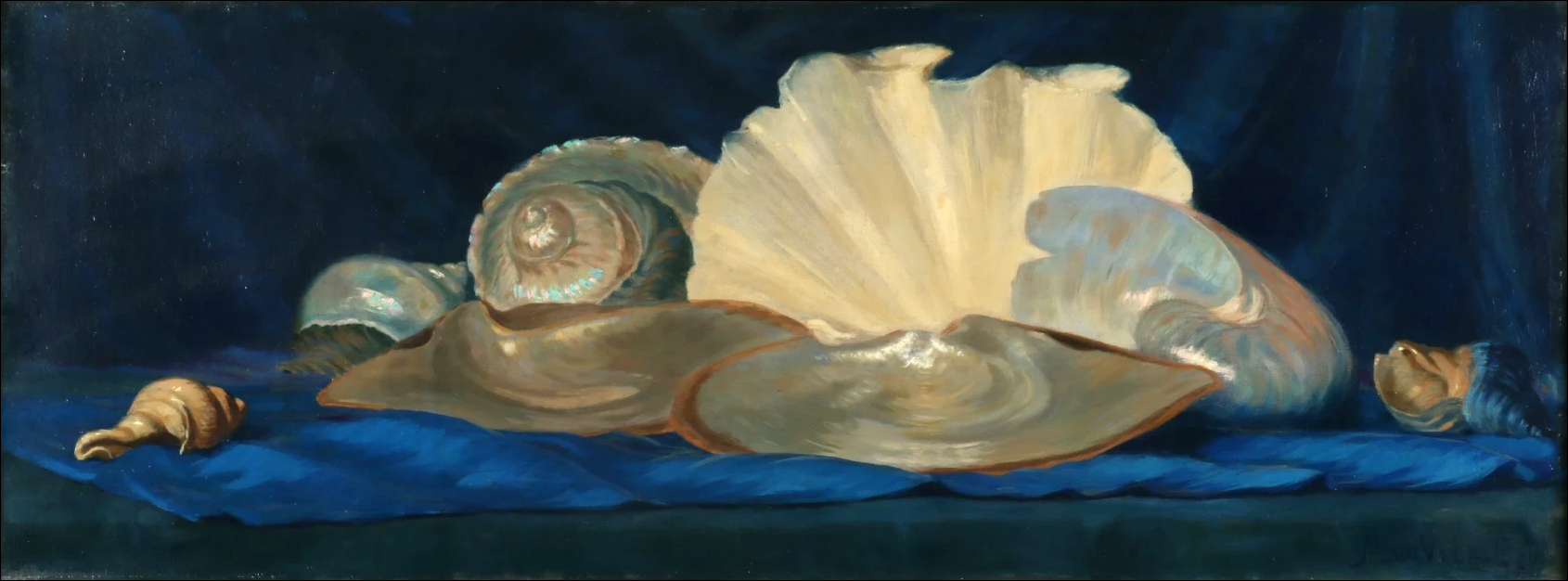
Stillleben mit Muscheln

Maurits Willem van der Valk (* 16. Dezember 1857 in Amsterdam; † 6. Mai 1935 in Laren (Noord-Holland))  war ein niederländischer Landschafts- und Vedutenmaler und Graphiker sowie Kunstkritiker.
Van der Valk studierte von 1878 bis 1884 an der Rijksakademie van beeldende kunsten in Amsterdam bei August Allebé.
Gemeinsam mit seinen Studienkollegen gründete er 1881 die Kunstenaarsvereniging Sint Lucas. Er malte, zeichnete, radierte und lithografierte Stillleben mit Muscheln und Landschaften.
Er wechselte mehrmals seinen Wohn- und Arbeitsplatz: er blieb bis 1890 in Amsterdam, kam dann nach Frankreich (zuerst Paris, später Auvers-sur-Oise), dann zurück nach Amsterdam von 1893 bis 1902, Scherpenzeel nach 1903, Amersfoort von 1905 bis 1909, Leiden von 1909 bis 1919, Vreeland bis 1920, Laren  (Nordholland) 1920 und ließ sich 1925 in Amsterdam nieder. Er wurde 1885 Mitglied von „Arti et Amicitiae“.
Ab 1885 schrieb er Kunstkritiken für „De Nieuwe Gids“, die Zeitschrift der Tachtigers-Künstlergruppe, unter dem Pseudonym „J. Stemming“ oder „I.N. Stemming“. Von 1883 bis 1890 unterrichtete er an einer Zeichenschule in Amsterdam. 1889 geriet sein Atelier in Brand. Mit dem Versicherungsgeld ging er nach Paris, wo er einige Zeit lebte und seine zukünftige Frau Baukje van Mesdag kennenlernte. 1893 kehrte die Familie in die Niederlande zurück. Nach seiner Rückkehr unterrichtete er unter anderem Johann Georg van Caspel und Reinier de Vries (1874–1953) privat.